# 후안초 E. 이라우스퀸 공항
후안초 E. 이라우스퀸 공항(영어: Juancho E. Yrausquin Airport) 또는 사바 공항(영어: Saba Airport)은 대서양의 카리브해에 있는 사바섬 절벽에 위치한 공항으로 세계에서 가장 위험한 공항이다.

## 개요
이 공항은 항공기가 내리고 뜰 수 있는 활주로가 세계에서 가장 짧다. 길이는 396m이며, 상업용 항공기의 착륙을 불허하고 있다. 그래서 활주로 끝에 있는 곳에는 X표시가 되어있다. 그래서 프로펠러 형식의 경비행기들만 내리게 되어있는 공항이다. 그리고 활주로가 짧아 모든 조종사들에겐 위험한 곳이다. 텐징-힐러리 공항(약 500m)보다 활주로가 더 짧다.